# ساموئل گلدوین
ساموئل گلدوین به ییدیش: שמואל גלבפֿיש؛ زاده ۳۰ ژوئن ۱۸۷۹ – درگذشته ۳۱ ژانویه ۱۹۷۴) یک تهیه‌کننده اهل ایالات متحده آمریکا بود.
از فیلم‌ها یا مجموعه‌های تلویزیونی که وی در آن‌ها نقش داشته‌است می‌توان به بزن‌بکوب! اشاره نمود.

## اوایل زندگی
ساموئل گلدوین احتمالاً در ژوئیه ۱۸۷۹ متولد شد، اگرچه ادعا کرد که تولدش ۲۷ اوت ۱۸۸۲ است. در آن زمان، اکثر یهودیان سن خود را جعل می‌کردند تا از اعزام به خدمت اجباری در آینده برای امپراتوری روسیه جلوگیری کنند. او با نام مستعار اسموئل گلبفیسز در ورشو از والدینی یهودی حسیدی، آرون داوود گلبفیس ، دستفروش، و همسرش هانا فریمت (با نام خانوادگی فیشات) متولد شد.
ساموئل پس از مرگ پدرش، با جیبی خالی ورشو را ترک کرد و راهی هامبورگ شد. ساموئل در آنجا با آشنایان خانواده‌اش ماند و در آنجا به عنوان دستکش‌ساز آموزش دید. در ۲۶ نوامبر ۱۸۹۸، گلبفیسز هامبورگ را به مقصد بیرمنگام، انگلستان، ترک کرد و به مدت شش هفته با نام ساموئل گلدفیش نزد اقوام خود ماند. در ۴ ژانویه ۱۸۹۹، او از لیورپول با کشتی حرکت کرد، در ۱۹ ژانویه به فیلادلفیا رسید و به نیویورک رفت.  او در شمال ایالت در گلوورزویل، نیویورک، در تجارت پررونق دستکش مشغول به کار شد. خیلی زود، مهارت‌های بازاریابی او، او را به یک فروشنده بسیار موفق در شرکت دستکش الیت تبدیل کرد. پس از چهار سال به عنوان معاون رئیس فروش، به شهر نیویورک نقل مکان کرد و در خیابان ۶۱ غربی، پلاک ۱۰، مستقر شد.